# Cantó de Blois-3
El cantó de Blois-3 és un cantó francès del departament de Loir i Cher, situat al districte de Blois. Compta amb part del municipi de Blois.

## Municipis
- Blois (part)

## Història
| Data d'elecció                           | Identitat         | Partit           | Qualitat |
| ---------------------------------------- | ----------------- | ---------------- | -------- |
| 1945-1979                                | Joseph Beaujannot | CNIP             |          |
| 1979-1985                                | M. Portevin       | RPR, després UDF |          |
| 1985-1992                                | Jacques Blot      | UDF              |          |
| 1992-2000                                | Michel Fromet     | PS               |          |
| 2000-2002                                | Nicolas Perruchot | UDF              |          |
| 2002-                                    | Geneviève Baraban | PS               |          |
| les dades anteriors no són pas conegudes |                   |                  |          |
|                                          |                   |                  |          |